# ریوتو هیگا
ریوتو هیگا (انگلیسی: Ryoto Higa؛ زادهٔ ۱۷ اکتبر ۱۹۹۰) بازیکن فوتبال اهل ژاپن است.